# Триратна
Трира́тна (санскр. त्रिरत्न, IAST: triratna, «три драгоценности»; пали: Tiratana; кит. 三宝, Саньбао; яп. 三宝, Сампо; монг. гурван эрдэнэ) — в буддизме — три драгоценности буддийской доктрины:
- Будда
- Дхарма (закон, учение)
- Сангха (монашеская община)

Один из традиционных символов Трех драгоценностей

Триратна является своеобразным «символом веры» буддиста. Восприятие Будды как учителя и проводника, его дхармы как закона, а сангхи как сообщества единомышленников, является непременным атрибутом буддийского мировоззрения:
1. Есть Будда — совершенно Просветлённое, всеведущее существо, достигшее духовных вершин естественным образом через развитие ума и сердца в длинной последовательности рождений (сансара). Главными из этих вершин являются Просветление (бодхи) и Успокоение (нирвана), которые знаменуют окончательное Освобождение (мокша) и достижение высшей цели духовных устремлений в индийской и других восточных культурах, что не доступно ни богам, ни святым других религий.
2. Есть Дхарма — Закон, открытый Просветлённым. Этот Закон является смысловым ядром Вселенной, в соответствии с ним происходят все процессы вне и внутри человеческих судеб, с его помощью можно понять законы жизни и общества, взаимосцепленность и взаимозависимость всего. Закон этот Будда постиг и сообщил ученикам в виде Слова, Текста сутр. Тексты Закона Будды несколько столетий передавались изустно. В I в. до н. э. они были впервые записаны на пали. Эти писания составили канон школы тхеравадинов (старейшин) и назывались «Три корзины» (санскр. Трипитака, на пали — Типитака): «Корзина текстов по монашеской дисциплине и нравственному воспитанию» (Виная-питака), «Корзина текстов [Слова Будды]» (Сутра-питака, на пали — Сутта-питака) и «Корзина текстов высшего Закона» (Абхидхарма-питака, на пали — Абхидхамма-питака). Именно в корзинах, плетеных коробах хранились пальмовые листы записей текстов, распределённых по отделам. Эти названия собрания Слова Будды сохранились доныне, хотя в других школах каноны содержательно иные.
3. Есть Сангха — община равных, не имеющих никакой собственности, нищенствующих (бхикшу, на пали — бхиккху), сообщество носителей Закона, хранителей знаний и мастерства, которые из поколения в поколение следуют путём Будды.

## Триратна в дзэн
«Истинное прибежище» в буддийской школе дзэн считается тождественным природе Будды, поэтому его, согласно учению, следует искать не во внешнем мире, а в глубине своего «я», на что указывал шестой патриарх дзэн Хуэйнэн:

Тебя уверяют: «Ищи прибежище в Будде, Дхарме, Сангхе». А я говорю тебе: «Ищи прибежище в себе самом». Будда — внутри тебя, ибо Будда — значит пробуждённый, а пробуждение может происходить лишь изнутри. Дхарма — внутри тебя, ибо Дхарма — значит праведность, а праведность ты можешь найти только в себе самом. И Сангха — внутри тебя, ибо Сангха есть чистота, а чистоту ты можешь найти только в себе самом.
Второй дзэнский патриарх Хуэйкэ ответил на вопрос будущего третьего патриарха Сэнцаня о том, что такое Дхарма и Будда, следующим образом: «Будда есть сам ум. Сам ум есть Дхарма. Будда тождествен Дхарме, тождествен сангхе».
Один из диалогов между монахом и наставником Янь-яном описывает три драгоценности следующим образом:

— Что такое Будда?
— Кусок глины.
— Что такое Дхарма?
— Земля движется.
— Что такое Сангха?
— Тот, кто ест жидкую кашу и рис.

## Символика
Традиционно триратна изображается в виде тройственного символа: трезубца тришулы, обрамлённого алмазной ветвью (ваджрой), расположенного поверх цветка чакры с цветком лотоса. Другой вариант этого символа — три разноцветных прозрачных сферы, часто в виде трёх кругов — был использован Н. К. Рерихом в дизайне Знамени мира.

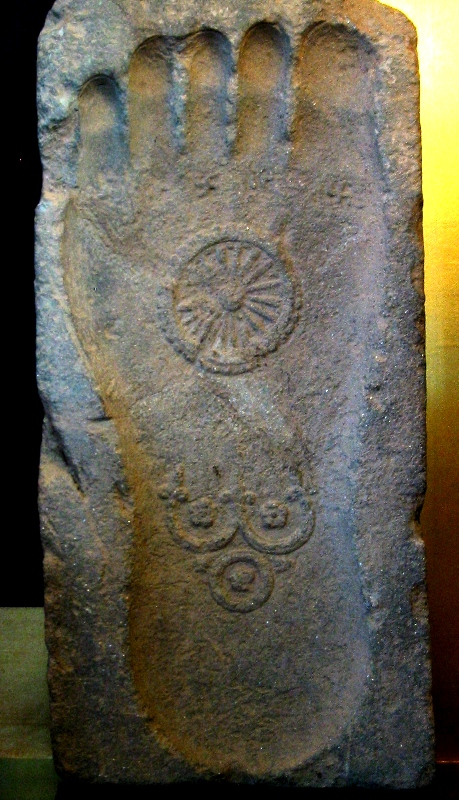
След Будды с триратной и колесом дхармы. Гандхара, I век. Храм Дзэнъюмицу, Токио.
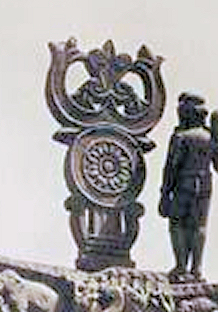
Триратна на воротах Тонана в Санчи. I век до н. э.
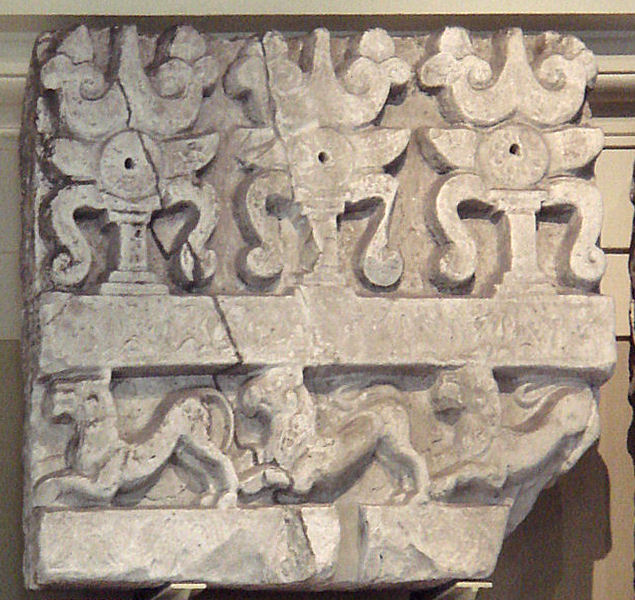
Символ Трёх драгоценностей из Амаравати, II век н. э. (?), Британский музей